# Honduras van A tot Z

Locatie van Honduras

## A
Edgar Álvarez -
Quiarol Arzú -
Atlántida

## B
Baai-eilanden -
Víctor Bernárdez

## C
Choluteca (departement) -
Colón -
Comayagua (stad) -
Comayagua (departement) -
Copán (departement) -
Copán (Mayastad) -
Cortés

## D
Departementen van Honduras -
Deportivo Platense

## E
El Paraíso

## F
Maynor Figueroa -
Francisco Morazán

## G
Geschiedenis van Honduras -
Geschiedenis van de Mayabeschaving - 
Golf van Honduras -
Gracias a Dios -
Guanaja

## H
Kevin Hernández -
Hispano FC -
Honduras -
Hondurees voetbalelftal -
José Azcona del Hoyo

## I
Intibucá (departement) -
Islas de la Bahía -
ISO 3166-2:HN

## L
La Ceiba -
La Lima -
La Paz -
Lempira (departement) -
Lempira (indianenleider) -
Lempira (munteenheid) -
Julio César de León

## M
Ricardo Maduro -
Club Marathón -
Mario Roberto Martínez -
Maya (volk) -
Miskito -
David Molina -
Francisco Morazán -
CD Motagua

## N
Nieuw-Spanje

## O
Ocotepeque (departement) -
Olancho -
CD Olimpia -
Omoa

## P
Rolando Palacios -
Wilson Palacios -
Passiflora citrina -
Pech -
Alex Pineda -
Dania Patricia Prince -
Puerto Cortés

## R
Real España -
Río Plátano -
Roatán -
Óscar Andrés Rodríguez -

## S
San Pedro Sula -
Santa Bárbara (departement van Honduras) -
David Suazo

## T
Tegucigalpa -
Tela -
Trujillo (Honduras) -
Tu bandera es un lampo de cielo

## V
Noel Valladares -
Valle (departement) -
Verenigde Staten van Centraal-Amerika -
Vlag van Honduras -
Voetbaloorlog

## Y
Yoro (departement)

## Z
Manuel Zelaya